# Banque populaire
Il gruppo Banque populaire è un gruppo bancario e finanziario composto da banche popolari regionali francesi.

## Storia
Il gruppo Banque populaire ricollega le sue origini al 1878 quando venne fondata la Banque populaire à Angers. Altre date di rilievo sono il 1921, quando venne costituita la Caisse centrale des banques populaires, il 1974 con la fondazione di CASDEN, e il 2006 con la creazione di Natixis, una società finanziaria di investimento comune con il Groupe Caisse d'Epargne e che ha anticipato la fusione tra Banque populaire e quest'ultima per costituire BPCE. Oggi BPCE è il secondo gruppo bancario francese, contando oltre 8.000 agenzie e 7 milioni di soci.